# Seis Nações 2002
O Campeonato Seis Nações 2002 foi o torneio envolvendo seis seleções de rúgbi européias, com a participação da Inglaterra, Escócia, País de Gales, Irlanda, França e Itália.
A competição aconteceu entre os dias 2 de Fevereiro e 7 de Abril. 

O torneio foi vencido pela Seleção Francesa (13º título), ganhando O Grand Slam.

Vice-campeã foi a Inglaterra ganhando Tríplice Coroa (3 vitórias sobre as outras três seleções britânicas), Calcutta Cup (contra a Escócia), e Millennium Trophy (contra a Irlanda).
 A Irlanda ganhou o Centenary Quaich (contra a Escócia).
 A Itália ganhou o Wooden Spoon, (Colher de Madeira) trofeu virtual atribuído a equipa classificada no último lugar.

## Classificação
| Seleção       | Vitórias | Empates | Derrotas | Pontos a favor | Pontos contra | Pontos +/- | Pontos |
| ------------- | -------- | ------- | -------- | -------------- | ------------- | ---------- | ------ |
| França        | 5        | 0       | 0        | 156            | 75            | +81        | 10     |
| Inglaterra    | 4        | 0       | 1        | 184            | 53            | +131       | 8      |
| Irlanda       | 3        | 0       | 2        | 145            | 138           | +7         | 6      |
| Escócia       | 2        | 0       | 3        | 91             | 128           | -37        | 4      |
| País de Gales | 1        | 0       | 4        | 119            | 188           | -69        | 2      |
| Itália        | 0        | 0       | 5        | 70             | 183           | -113       | 0      |

Pontuação: Vitória = 2, Empate = 1, Derrota = 0 

## Jogos

### 1 rodada
| 2 de Fevereiro de 2002 |         |        |                        |
| França                 | 33 – 12 | Itália | Stade de France, Paris |
|                        |         |        | Stade de France, Paris |

| 2 de Fevereiro de 2002 |        |            |                        |
| Escócia                | 3 – 29 | Inglaterra | Murrayfield, Edimburgo |
|                        |        |            | Murrayfield, Edimburgo |

| 3 de Fevereiro de 2002 |         |               |                        |
| Irlanda                | 54 – 10 | País de Gales | Lansdowne Road, Dublin |
|                        |         |               | Lansdowne Road, Dublin |

### 2 rodada
| 16 de Fevereiro de 2002 |         |        |                             |
| País de Gales           | 33 – 37 | França | Millennium Stadium, Cardiff |
|                         |         |        | Millennium Stadium, Cardiff |

| 16 de Fevereiro de 2002 |         |         |                     |
| Inglaterra              | 45 – 11 | Irlanda | Twickenham, Londres |
|                         |         |         | Twickenham, Londres |

| 16 de Fevereiro de 2002 |         |         |                       |
| Itália                  | 12 – 29 | Escócia | Stadio Flaminio, Roma |
|                         |         |         | Stadio Flaminio, Roma |

### 3 rodada
| 2 de Março de 2002 |         |            |                        |
| França             | 20 – 15 | Inglaterra | Stade de France, Paris |
|                    |         |            | Stade de France, Paris |

| 2 de Março de 2002 |         |        |                             |
| País de Gales      | 44 – 20 | Itália | Millennium Stadium, Cardiff |
|                    |         |        | Millennium Stadium, Cardiff |

| 2 de Março de 2002 |         |         |                        |
| Irlanda            | 43 – 22 | Escócia | Lansdowne Road, Dublin |
|                    |         |         | Lansdowne Road, Dublin |

### 4 rodada
| 23 de Março de 2002 |         |        |                        |
| Escócia             | 10 – 22 | França | Murrayfield, Edimburgo |
|                     |         |        | Murrayfield, Edimburgo |

| 23 de Março de 2002 |         |               |                     |
| Inglaterra          | 50 – 10 | País de Gales | Twickenham, Londres |
|                     |         |               | Twickenham, Londres |

| 23 de Março de 2002 |         |        |                        |
| Irlanda             | 32 – 17 | Itália | Lansdowne Road, Dublin |
|                     |         |        | Lansdowne Road, Dublin |

### 5 rodada
| 6 de Abril de 2002 |        |         |                        |
| França             | 44 – 5 | Irlanda | Stade de France, Paris |
|                    |        |         | Stade de France, Paris |

| 6 de Abril de 2002 |         |         |                             |
| País de Gales      | 22 – 27 | Escócia | Millennium Stadium, Cardiff |
|                    |         |         | Millennium Stadium, Cardiff |

| 7 de Abril de 2002 |        |            |                       |
| Itália             | 9 – 45 | Inglaterra | Stadio Flaminio, Roma |
|                    |        |            | Stadio Flaminio, Roma |